# Lore Lorentz
Lore Lorentz  (12 de septiembre de 1920 - 22 de febrero de 1994) fue una artista de cabaret y actriz de nacionalidad alemana.

## Biografía
Nacida en Mährisch-Ostrau, hoy Ostrava en la República Checa, su nombre de soltera era Lore Schirmer. Finalizada su formación secundaria cursó estudios de Historia, Alemán y Filosofía en Viena y Berlín. En Berlín conoció al estudiante Kay Lorentz, con el que se casó en el año 1944. En el año 1947 fundó con su marido en Düsseldorf el Kom(m)ödchen, el primer cabaré alemán de posguerra, sin ningún conocimiento teatral. Debutó en escena en 1947 con el show Positiv dagegen.
Hasta 1983 formó parte del elenco del Kom(m)ödchen, tras lo cual trabajó en espectáculos como el de 1980 Lore Lorentz präsentiert die Pürkels y Eine schöne Geschichte. Muchos de sus espectáculos fueron también emitidos por televisión, principalmente con producción de Westdeutscher Rundfunk (WDR). En la radio, en emisiones de WDR, Lore Lorentz actuó en los años 1950 en operetas, bajo la dirección de Franz Marszalek (por ejemplo cantó la canción "Branntweinlied" en la opereta Adrienne).
La prensa habló de Lorentz como la "gran dama del cabaret alemán" y como "prima ballerina absoluta de la sátira política". Gran figura del cabaret político literario, su especial fuerza radicaba en el canto y en su excelente sentido del tiempo, con pausas entre letras ingeniosamente utilizadas.
En 1976, ella y su marido, Kay Lorentz, declinaron aceptar la Orden del Mérito de la República Federal de Alemania.
Desde 1976 a 1978, Lorentz dio clases en la Folkwang-Hochschule de Essen. Tras dejar la compañía del Kom(m)ödchen en 1983, ella hizo actuaciones en solitario, pero regresó a ese cabaret en 1993, tras la muerte de su marido, a fin de encargarse de su dirección.
Lore Lorentz falleció trece meses después de su marido, en 1994, en Düsseldorf, a causa de una neumonía. Fue enterrada junto a su marido en el cementerio Friedhof Heerdt de Düsseldorf.

## Actuaciones (selección)

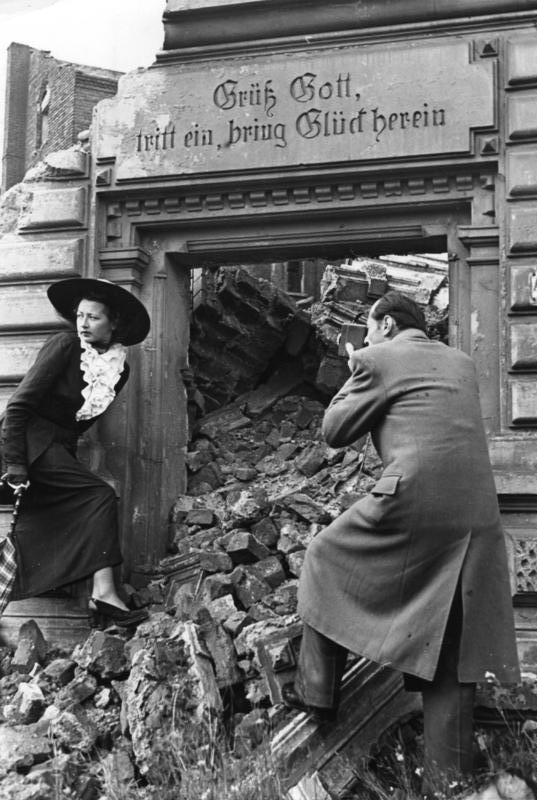
Lore Lorentz en 1948 en el rodaje de Das Fäustchen

- 1965 : Blick zurück – doch nicht im Zorn (TV, como ella misma), de  Alexis Neve
- 1970 : Zwei in der Krise (TV), de Karl Wesseler
- 1972 : Drácula, dirección de Kay Lorentz (cabaret Kom(m)ödchen)
- 1983 : Is was, Kanzler?, de Gerhard Schmidt
- 2007 : Herr Schmidt wird 50, will aber nicht feiern (documental, como ella misma, material de archivo), de Klaus Michael Heinz

## Premios
- 1981 : Premio honorífico del Deutscher Kleinkunstpreis por su trabajo en el Kom(m)ödchen
- 1986 : Premio Estatal de Renania del Norte-Westfalia
- 1989 : Gran Premio Cultural de la Sparkassen-Kulturstiftung Rheinland del Rheinischen Sparkassen- und Giroverbandes
- 1989 : Premio Heinrich-Heine-Gesellschaft recibido junto a su esposo, Kay Lorentz
- 2004 : Incluida a título póstumo en el Paseo de la Fama del Cabaret

## Discografía
- Denk ich an Deutschland (Eine kabarettistische Lesung mit Heinrich Heine). CD. ISBN 3-931265-00-5
- Chansons. CD, ISBN 3-931265-01-3
- Frivolitäten – 10 Diseusen – 10 Chansons. LP. Polydor J 73 555